# Palais Clam-Gallas (Prag)
Koordinaten: 50° 5′ 11,6″ N, 14° 25′ 5,3″ O

Palais Clam-Gallas, Prag (1720)

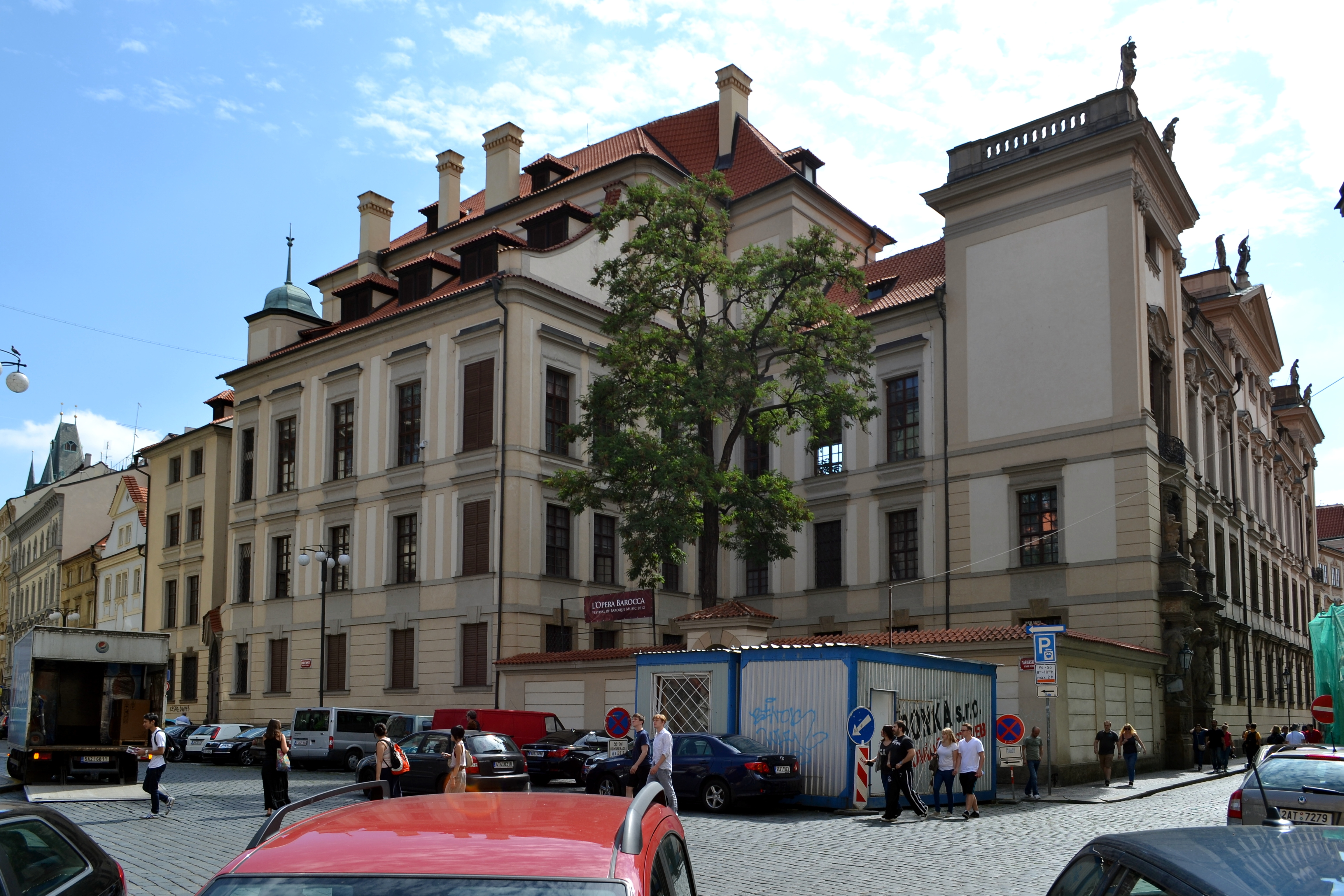
Seitenansicht

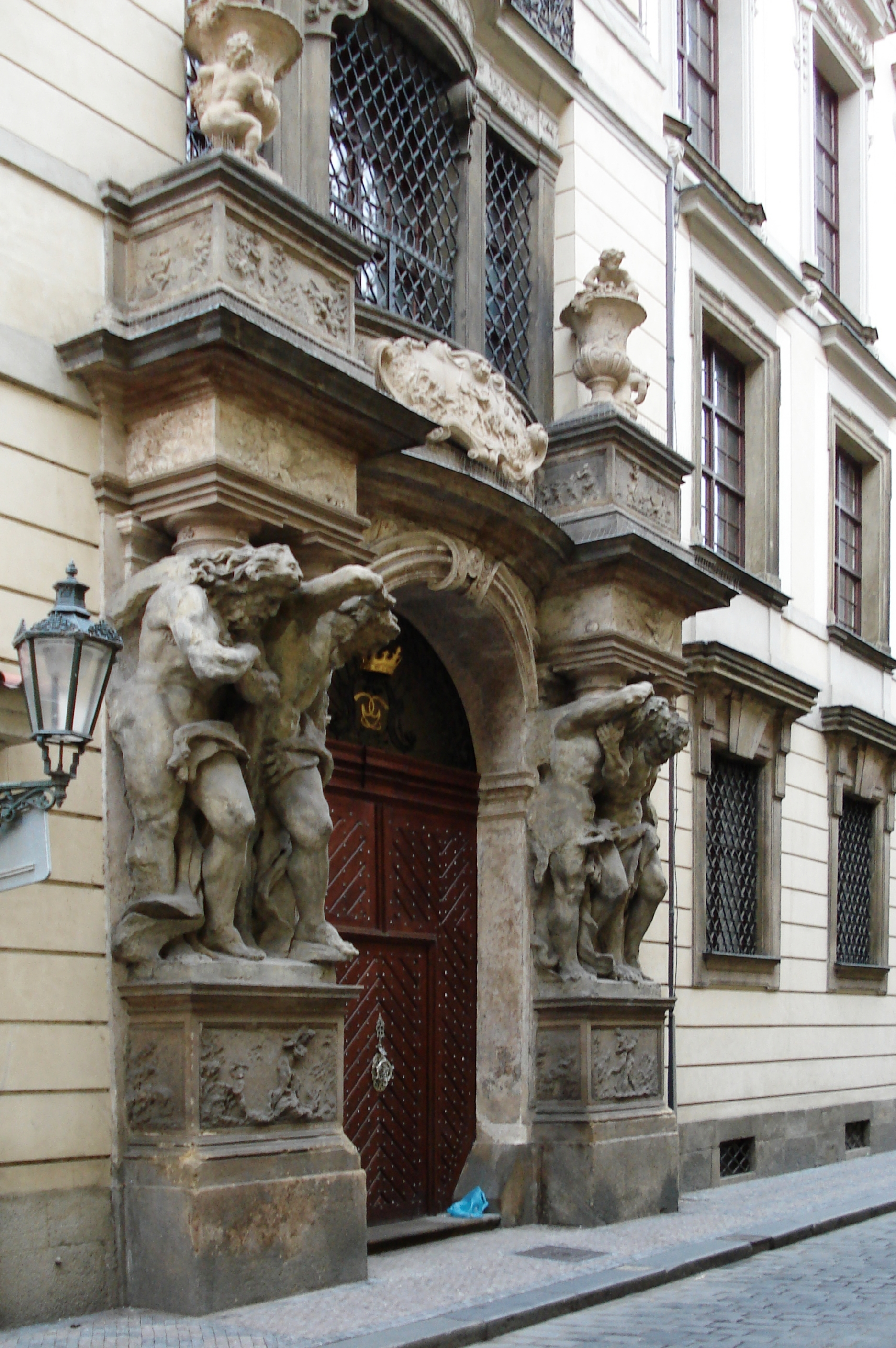
Portal mit Atlanten

Das Palais Clam-Gallas in Prag ist der ehemalige barocke Stadtsitz der Familie  Clam-Gallas.

## Baugeschichte und Eigentümer
Der Vizekönig von Neapel Johann Wenzel von Gallas betraute 1707 den Architekten Johann Bernhard Fischer von Erlach mit den Plänen für ein Palais in der Prager Altstadt. Der prunkvolle Barockbau, errichtet auf den Kellergewölben eines gotischen Stadthauses, wurde von Giovanni Domenico Canevalle ausgeführt, die Steinmetzarbeiten führte der königliche Hof-Steinmetzmeister Giovanni Pietro della Torre aus (Bauende 1713).
Nach dessen Tod ließ sein Sohn Philipp Josef von Gallas, auf Friedland, Reichenberg, Grafenstein und Lämberg, 1757 in Budweis in Südböhmen verstorben, das Palais durch Thomas Haffenecker vollenden und beauftragte den Maler Carlo Carlone mit der Ausführung der Wand- und Deckenmalereien. Im Jahr 1918, nach Ende der Monarchie Österreich-Ungarn wurde in einer Bodenreform der ersten Tschechoslowakei der Nachfolge-Familie Clam-Gallas fast der gesamte Großgrundbesitz in Nordböhmen enteignet und die Angehörigen fielen namensrechtlich unter das Adelsaufhebungsgesetz. Franz Clam-Gallas ließ kostbares Inventar aus dem Prager Familiensitz nach Schloss Lämberg bringen, ehe tschechische Behörden das Gebäude besetzten. In der Folgezeit erfolgte eine Vermietung an städtische Ämter, das Haus wurde für Hochzeitsfeiern genutzt und diente nach dem Brand im Altstädter Rathaus als Ausweichquartier für das Prager Stadtarchiv. Heute ist es in städtischem Besitz und wird für Konzerte, Ausstellungen und Festveranstaltungen genutzt und kann im Rahmen von Führungen besichtigt werden.